# Guineas præsidenter
Guinea blev uafhængig i 1958. Guineas præsidenter har været:
| Nr | Billede             | Navn                                        | Fra               | Til               | Parti                                    |
|    | Præsident af Guinea | Præsident af Guinea                         |                   |                   |                                          |
| -- | ------------------- | ------------------------------------------- | ----------------- | ----------------- | ---------------------------------------- |
| 1  |                     | Ahmed Sékou Touré                           | 2. oktober 1958   | 26. marts 1984    | Guineas Demokratiske Parti               |
| -  |                     | Louis Lansana Beavogui (agerende præsident) | 26. marts 1984    | 3. april 1984     | Guineas Demokratiske Parti               |
| 2  |                     | Lansana Conté                               | 3. april 1984     | 22. december 2008 | Militæret / Enhed- og Fremskridtspartiet |
| 3  |                     | Moussa Dadis Camara                         | 24. december 2008 | 3. december 2009  | Militæret                                |
| -  |                     | Sékouba Konaté (agerende præsident)         | 3. december 2009  | 21. december 2010 | Militæret                                |
| 4  |                     | Alpha Condé                                 | 21. december 2010 | Nuværende         | Guineas Folkesamling                     |